# Alexander Erdland
Alexander Erdland (* 10. Oktober 1951 in Oelde) ist ein deutscher Versicherungs- und Bankmanager und war von 2006 bis 2016 Vorstandsvorsitzender des Finanzdienstleistungskonzerns Wüstenrot & Württembergische AG in Stuttgart. Von November 2012 bis September 2017 war Erdland Präsident des Gesamtverbandes der Deutschen Versicherungswirtschaft (GDV).

## Leben
Der Sohn eines Landwirts absolvierte nach dem Abitur 1970 am Thomas Morus Gymnasium in Oelde, eine duale Ausbildung bei der Spar- und Darlehenskasse in Oelde. Anschließend studierte er an den Universitäten von Münster und Saarbrücken Betriebswirtschaft und Rechtswissenschaft und beendete die Studien 1975 mit dem Abschluss Diplom-Kaufmann. Von 1975 bis 1976 folgte ein Bankpraktikum und Universitätsstudium in den Vereinigten Staaten.
An der Fernuniversität Hagen war er von 1976 bis 1980 wissenschaftlicher Assistent am Lehrstuhl für Betriebswirtschaftslehre mit Schwerpunkt Finanzwirtschaft. Dort promovierte er zum Doktor der Staats- und Wirtschaftswissenschaften (rer. pol.). Anschließend war er bei der Norddeutschen Landesgenossenschaftsbank in Hannover Leiter der Bereiche Vorstandssekretariat, Unternehmensplanung und Marketing. Von 1984 war er nacheinander Mitglied des Vorstands der Volksbank Elmshorn, der Genossenschaftlichen Zentralbank Saarbrücken, der Genossenschaftlichen Zentralbank in Hannover und der DG Bank Frankfurt am Main.
Im Jahre 1999 wurde Erdland zum Vorsitzenden des Vorstands der Bausparkasse Schwäbisch Hall. 2006 wechselte er auf eigenen Wunsch in gleicher Funktion zur Wüstenrot & Württembergische AG, die die beiden Geschäftsfelder „BausparBank“ und „Versicherung“ vereint. Die Gruppe hat sich als Vorsorge-Spezialist mit Erdland neu formiert und den Gewinn deutlich gesteigert. Nach Höhe des Bausparneugeschäfts belegt Wüstenrot Platz 2 unter den privaten Bausparkassen. Zum Jahresende 2016 übergab Erdland seine Position an seinen Nachfolger Jürgen Albert Junker.

## Sonstiges Engagement
Erdland ist Mitglied im Landeskuratorium Baden-Württemberg des Stifterverbandes für die Deutsche Wissenschaft und zugleich Mitglied des Vorstands des Universitätsbunds Hohenheim der Universität Hohenheim.

## Auszeichnungen
- Man of the Year von Cash, 2010